# The Sims Pet Stories
The Sims Pet Stories — вторая игра серии The Sims Stories. После The Sims Life Stories, The Sims Pets Stories вышла 19 июня 2007 года в США, 22 июня в Европе и 6 сентября в Австралии. В России игра вышла под названием «The Sims: Истории о питомцах» с русской локализацией 18 октября 2007 года, её распространением занималась компания СофтКлаб
«Истории о питомцах» — это вторая игра в независимой серии «The Sims Истории» от EA Redwood Shores, однако чьи игры создавались на движке The Sims 2, однако значительно упрощённые для работы на слабых компьютерах и ноутбуках. В данной игре также были добавлены элементы игрового процесса из дополнения к The Sims 2 — «Питомцы», так как данное дополнение пользовалось наибольшим спросом у игроков. Как и в «Житейских Историях», «Истории о питомцах» предлагает две сюжетные линии в жанре бадди-муви о взаимоотношении хозяина и его питомца.
Критики с одной стороны похвалили «Истории о питомцах» за оптимизацию на слабых компьютерах, а также введение сюжетной линии, однако осудили создателей за нечестный по их мнению способ монетизации с целью вытянуть из поклонников The Sims как можно больше денег.

## Игровой процесс и сюжет
Геймплей Pet Stories подобен Life Stories созданный на основе движка The Sims 2 с разницей в том, что в игру были добавлены животные из дополнения The Sims 2: Pets.  Как и её предшественница, эта игра адаптирована для ноутбуков (среди функций есть горячие клавиши, оконный режим, индикатор состояния зарядки аккумулятора, автопауза). Основой геймплея является покупка и забота о питомцах, а также прохождение основных сюжетных линий, в которых питомцам предстоит принять непосредственное участие. После прохождения основной сюжетной линии, игрок имеет возможность свободно управлять одним или несколькими персонажами, обустраивать дом, зарабатывать деньги, развлекаться и строить семью. Как и в Life Stories игра имеет ряд ограничений в виде ограниченного количества локаций, размера участков и возможности образовывать семья до четырёх человек.
В игре представлены две новые истории: «Лучшие на выставке» и «Полночный маскарад». Первая история повествует о Алисе, наследницей крупного поместья, которая должна оплатить огромные долги, и единственный её шанс отстоять дом — выиграть в конкурсе собак и получить 120 тысяч симолеонов. Алиса получает нового питомца и должна правильно дрессировать его. Вторая сюжетная линия описывает жизнь шеф-повара Стефана, чья жизнь перевернулась с ног на голову, после того, как ему пришлось ухаживать за кошкой двоюродной сестры: теперь он должен помешать намерениям местного злоумышленника.

## Создание
Как и Life Stories, Pet Stories создавалась на движке The Sims 2 с дополнением «Питомцы» с учётом работы на ноутбуках и слабых, старых компьютерах, а также с целю того, чтобы привлечь новую игровую аудиторию для The Sims 2. Тема питомцев была выбрана, так как дополнение «Питомцы» к The Sims 2 оказалось самым популярным среди фанатов серии. При этом разработчики заметили, что если сюжетные линии к Life Stories представляли собой романтические комедии, то истории в Pet Stories — это бадди-муви, истории дружбы человека и его питомца.

## Критика
| Сводный рейтинг    | Сводный рейтинг |
| Агрегатор          | Оценка          |
| ------------------ | --------------- |
| GameRankings       | 63,10 %         |
| Metacritic         | 67 %            |
| Иноязычные издания |                 |
| Издание            | Оценка          |
| GamesRadar+        | [ 12 ]          |
| DarkZero           | 4/10            |
| GameslikeFinder    | 7/10            |
| NZ Gamer           | 6,5/10          |

Игра получила смешанные оценки от игровых критиков.
Рейчел Уебер с сайта Gamesradar назвала оригинальной идеей соединить захватывающую смесь игры о жизни и покупки диванов с мыльными сюжетными линиями. Включение сюжета придает The Sims нехарактерное строение, которое должно понравиться как новичкам, так и людям, потерявшим интерес к открытой игре. Тем не менее саму историю критик считает довольно посредственной. Рецензент Gameslinker, заметил, что история в Pet Stories полна любви, особенно для тех, кто любит животных. Игра предоставляет большой выбор пород собак, кошек и прочих питомцев, а также ещё большее количество предметов и выставочных объектов, которыми можно побаловать своих питомцев.
Сдержанный отзыв оставил Шон Белл с сайта DarkZero с сарказмом заметив, что новая стратегия ЕА заключается в том, чтобы ни один живой человек не находился на расстоянии более пяти метров от копии или дополнительного пакета для Sims. Критик заметил, что даже несмотря на наличие сюжетной линии, игра представляет собой обрезанную версию The Sims 2 без возможности установить дополнения, но продающуюся по такой же цене, как и оригинал, что по мнению критика является довольно дешёвой тактикой, чтобы выжать больше денег из потребителя. Рецензент заметил, что игры серии Stories забыли, что делало франшизу The Sims такой знаменитой — а именно возможность открытой игры, которой Stories лишена.
Критик GamesRadar оценила оптимизацию компьютера для слабых и переносных компьютеров, например показывая уровень зарядки батареи. Аналогично заметил и представитель Gameslinker, заметил, что на его ноутбуке игра работала плавно и быстро. Иное мнение оставил рецензент DarkZero, заметив, что несмотря на заявленную оптимизацию для ноутбуков, Pet Stories хоть не менее требовательна, чем The Sims 2, однако по прежнему тяжёлая и не запускается на ноутбуках старше двух лет.